# Seán Mac Fhionnghaile
Seán Mac Fhionnghaile (* 1952 in Gaoth Dobhair als Seán McGinley; † 1. November 2009) war ein irischer Schauspieler.

## Biografie
Mac Fhionnghaile wurde in Gaoth Dobhair geboren. Er ist vor allem für seine Hauptrollen in Fernsehserien wie CU Burn und Gleann Ceo bekannt und war ausführender Produzent der Serie FFC. Außerdem war er in der Radioserie Cois Cuan bei RTÉ Raidió na Gaeltachta zu hören. Zudem gründete er die Produktionsfirma Cúl a Tigh Teo. Er war verheiratet mit Theresa McGinley und Vater von vier Kindern. Am 1. November 2009 verstarb er nach zweijähriger Krebserkrankung im Alter von etwa 57 Jahren.